# Dušan Hamšík
Dušan Hamšík (25. září 1930 Trenčín – 22. listopadu 1985 Praha) byl český novinář, spisovatel a scenárista.

## Život
Jako novinář působil v redakcích řady periodik – Mladá fronta, Květy (1956 až 1958), Obrana lidu (1958 až 1960), Československý voják (1960 až 1968).
Po roce 1968 mu režim znemožnil oficiálně publikovat, proto své texty vydával pod jinými jmény nebo pracoval anonymně. Pod jménem Jaroslava Dietla zpracoval vzpomínky fotbalisty Ivo Viktora Můj dres číslo 1 (1977), pod jménem Jaroslava Vokřála napsal doslovy ke knihám Oty Pavla. Anonymně spolupracoval s Karlem Kachyňou na scénářích televizních inscenací Zlatí úhoři, Velký případ malého detektiva, seriálu Vlak dětství a naděje a filmech Smrt krásných srnců a Oznamuje se láskám vašim.
Jeho knižní prvotinou Začátek je v Jáchymově (1960) s budovatelským nadšením popisuje těžbu uranu v Jáchymově a stavbu pokusného jaderného reaktoru v Řeži u Prahy. Další knihu O zuřivém reportéru E. E. Kischovi napsal společně s Alexejem Kusákem. Knihu Bomba pro Heydricha vytvořil společně s novinářem Jiřím Pražákem. Další texty již zpracoval samostatně – Oběd s Adenauerem (1966), Génius průměrnosti (1967), Spisovatelé a moc (1969), Havárie na sklonku dne (1983). Až posmrtně, v roce 1986, pak vyšla kniha Druhý muž třetí říše o Heinrichu Himmlerovi.
Od května 1978 jako kandidát tajné spolupráce a od července téhož roku až do konce svého života působil rovněž jako agent komunistické StB, krycí jméno Chrudimský.
Svůj život v roce 1985 ukončil sám, když spáchal sebevraždu předávkováním léky.